# Good Stuff (Kelis)
Good Stuff è un brano musicale della cantante R&B statunitense Kelis, pubblicato come secondo singolo estratto dall'album Kaleidoscope del 1999.
Scritta e prodotta dai The Neptunes, Good Stuff è stata pubblicata come secondo singolo di Kelis estratto dell'album Kaleidoscope, e figura il featuring del rapper Terrar (Pusha T), del cuo hip hop Clipse. Il singolo non è riuscito ad entrare nella classifica statunitense Billboard Hot 100 ed è stato pubblicato soltanto in alcuni mercati europei, ma è riuscito comunque ad entrare nella top 20 britannica.

## Tracce
UK CD 1
1. Good Stuff (Album Version) – 3:52
2. Good Stuff (Forces of Nature Radio Edit Mix) – 3:23
3. Good Stuff (Junior's Transatlantic Mix) – 11:02
4. Good Stuff (Video) – 4:22

UK CD 2
1. Good Stuff (UK Radio Edit) – 3:17
2. Good Stuff (Forces of Nature Sunami Vocal Mix) – 6:07
3. Good Stuff (Junior's Radio Edit) – 4:42

Cassette single
1. Good Stuff (UK Radio Edit) – 3:17
2. Good Stuff (Forces of Nature Radio Edit Mix) – 3:23
3. Good Stuff (Junior's Radio Edit) – 4:42

## Classifiche
| Classifica (2000) | Peak Position |
| ----------------- | ------------- |
| Belgio (Fiandre)  | 41            |
| Germania          | 72            |
| Islanda           | 15            |
| Paesi Bassi       | 78            |
| Regno Unito       | 19            |
| Svezia            | 44            |
| Svizzera          | 74            |